# Karacahasan, Elmadağ
Karacahasan là một xã thuộc huyện Elmadağ, tỉnh Ankara, Thổ Nhĩ Kỳ. Dân số thời điểm năm 2011 là 316 người.